# Мареев, Сергей Николаевич
Серге́й Никола́евич Маре́ев (1941-2019) — советский и российский философ. Доктор философских наук, профессор. Специалист в области логики, диалектики и истории философии. Ученик советского философа-марксиста Эвальда Васильевича Ильенкова. В . В. Пшенников вспоминал, что, по свидетельству Побиска Кузнецова, Ильенков прямо указывал именно С. Мареева своим непосредственным продолжателем. Многолетний лидер так называемого «ильенковского движения».

## Биография
Мать - учительница начальных классов. Детство ("первые девять лет жизни") провёл у родителей матери в подмосковной деревне Михайловское, где впоследствии будет похоронен рядом с ней. В ранние годы (с 1957) работал на заводе и учился в вечерней школе, окончив которую затем служил (четыре года, до 1964) в армии матросом на Северном флоте. Исполняя там одновременно обязанности заведующего библиотекой, увлекся произведениями Маркса.
Окончил философский факультет МГУ (1969), с дипломом по кафедре логики. Уже тогда Мареев определился с главной темой своих исследований - марксистской методологией.
В 1973 году защитил кандидатскую диссертацию «Диалектика логического и исторического: на материале экономических рукописей К. Маркса 1857—1859 гг.», в 1986 году — докторскую «Конкретный историзм в теории познания марксизма». В обеих своих диссертациях исследовал метод конкретного историзма.
Заведовал кафедрой философии Современной гуманитарной академии.  В последние годы заведовал кафедрой общеобразовательных дисциплин Московской международной высшей школы бизнеса «МИРБИС» (Институт), был главным научным сотрудником Научного центра имени Р. А. Белоусова. Член правления общества «Диалектика и культура», организующего ежегодные международные Ильенковские чтения.

### Монографии
- С. Н. Мареев. Встреча с философом Э. Ильенковым. — М.: «Эребус», 1997.
- С. Н. Мареев. Ильенков. — Ростов-на-Дону: «МарТ», 2005. — 112 с. — («Философы XX века» — «Отечественная философия»). — ISBN 5-241-00570-6.
- С. Н. Мареев. Из истории советской философии: Лукач—Выготский—Ильенков. — М.: «Культурная революция», 2008. — 448 с. — ISBN 978-5-250-06035-6.
- С. Н. Мареев. Классическая философия и «философия науки». — М.: Современная гуманитарная академия, 2009.
- С. Н. Мареев. Мыслить...(Избранные статьи последних лет) - М.: Современная гуманитарная академия, 2011
- С. Н. Мареев. Экономическая теория Маркса и её критики - М.: Институт МИРБИС, 2012.
- С. Н. Мареев. Миф о Бердяеве - М.: Современная гуманитарная академия, 2012.
- Е. В. Мареева, С. Н. Мареев. Проблема мышления: созерцательный и деятельностный подход. — М.: Академический проект, 2013.
- С. Н. Мареев. Э. В. Ильенков: жить философией. — М.: Академический проект; Трикста, 2015. — 326 с. ISBN 978-5-8291-1718-4
- С. Н. Мареев. Конкретный историзм. - М.: Современная гуманитарная академия, 2015.
- С. Н. Мареев. Л. С. Выготский: философия, психология, искусство. - М.: Академический проект, 2017.

### Учебные пособия
- Краткая история философии / под общей редакцией В. Г. Голобокова. — М.: «Олимп», 1997; АСТ, «Олимп» 2002. — 560 стр. — ISBN 5-17-006916-2, ISBN 5-8195-0453-4
- С. Н. Мареев, Е. В. Мареева, В. Г. Арсланов. Философия XX века. Учебное пособие для высшей школы. — М.: «Академический проект», 2001. — 464 с. — (Gaudeamus). — ISBN 5-8291-0131-9.
- С. Н. Мареев, Е. В. Мареева. История философии. Общий курс.. — М.: «Академический проект», 2004. — 880 с. — (Gaudeamus). — ISBN 5-8291-0402-4.
- С. Н. Мареев. Логика. — М.: «Экзамен», 2006. — 160 с. — ISBN 978-5-377-00677-0.
- С. Н. Мареев. Логика. — М.: «Экзамен», 2009. — 317 с. — ISBN 978-5-377-01956-5.
- Е. В. Мареева, С. Н. Мареев, А. Д. Майданский. Философия науки. — М: «Инфра-М», 2010.

### Статьи
- «Парадоксы» и «псевдопарадоксы» (Противоречия теории множеств и проблема определения числа) // «Научная мысль Кавказа», 2000, № 1.
- Э. В. Ильенков и социализм // «Вопросы философии», 2004, № 3.
- Историзм и социологизм в общественной науке // «Свободная мысль — XXI», 2004, № 12.
- Идея трансцендентальной логики у Канта // «Историко-философский альманах», МГУ, выпуск 1, 2005.
- О деятельностной природе воображения в немецкой философской классике // «Вопросы философии», 2005, № 7.
- Лев Толстой и Лев Шестов о жизни и смерти // «Лев Толстой. Новый век». 2005, № 1.
- Либерализм и демократизм о равенстве и справедливости // «Свободная мысль — XXI», 2005, № 12.
- Cosmology of Mind (Космология духа) // Studies in East European Thought, № 3—4, September 2005.
- Marx, neuvostofilosofia, Iljenkov // Marx ja Venaja, Aleksanteri Papers 1/2006.
- Начало и конец «философии науки» // «Свободная мысль — XXI», 2006, № 4.
- Дуализм и монизм в понимании сознания // «Мир психологии», 2006, № 2.
- Соотношение мышления и речи у Л. С. Выготского и Э. В. Ильенкова // «Историко-философский альманах», 2007, № 2.
- Рецензия на монографию В. М. Межуева «Идея культуры» (М.: «Прогресс-Традиция», 2006) // «Вопросы философии», 2007, № 8.
- Спиноза в советской философии // «Логос. Философско-литературный журнал», 2007, № 2.
- Социализм: теория и практика // «Эвальд Васильевич Ильенков». Серия «Философия России второй половины XX века». — М., 2008.
- Ильенков и «философия науки» // «Логос. Философско-литературный журнал». 2009, № 1.
- К. Маркс о природе экономических кризисов // «Свободная мысль — XXI», 2009, № 4.
- От Канта и Кассирера к Ильенкову: проблема идеальности человеческих чувств // «Вопросы философии», 2009, № 9.
- Красота спасёт мир // «Свободная мысль — XXI», 2009, № 12.
- Идеи, идеалы и «ценности» // «Свободная мысль — XXI», 2010, № 2.
- Воображение и логика у Канта // Философия Канта в критике современного разума: сборник статей — М. 2010.
- Методология исторического исследования: социальная философия и материалистическое понимание истории // «Логос. Философско-литературный журнал», 2011, № 2.
- О соотношении красоты и добра: Толстой и Достоевский // «Лев Николаевич Толстой». Серия «Философия России первой половины XX века». — М., 2014.
- Ильенков Эвалд Васильевич // Енциклопедиjа руске философиjе, допунски том, у редакциjи Михаила Маслина, Ср̀бија, Београд, 2014.
- Abstract and Concrete Understanding of Activity: ‘Activity’ and ‘Labour’ in Soviet Philosophy // The practical essence of man : the 'activity approach' in late Soviet philosophy, Historical Materialism, Book Series, volume 108, Brill, Leiden | Boston 2015.
- Ответ Т. Рокмору (в защиту идеализма) // «Вопросы философии», 2015, № 5.
- Лев Толстой и Лев Шестов о проблеме жизни и смерти // «Лев Исаакович Шестов» Серия «Философия России первой половины XX века». — М., 2016.
- Случайность и необходимость Октябрьской революции. // «Свободная мысль — XXI», 2016, № 5.
- Октябрьская революция. Роль народных масс и личности в истории. // «Политическое просвещение», 2017, №6.
- Lifshits and Ilyenkov on the nature of the ideal //Studies in East European Thought, Volume 68, Issue 4, December 2016.
- Hegelian Dialectics and Soviet Marxism (from Vladimir Lenin to Evald Ilyenkov) // Hegelian Marxism. The Uses of Hegel’s Philosophy in Marxist Theory from Georg Lukacs to Slavoj Žižek. Edited by Anders Bartonek & Anders Burman. Sodertorn Philosophical Studies 22. Printed by Elanders, Stockholm 2018. p. 61-80.

## Цитаты
- Гегель пришел к тому, что абстрактной истины нет, истина всегда конкретна. И, соответственно, основной методом научного мышления является не абстрагирование, а конкретизация. И Маркс считал, что «единственно верным в научном отношении» методом является метод восхождения от абстрактного к конкретному.